# Facas (canção)
"Facas" é uma canção de Diego & Victor Hugo com participação de Bruno & Marrone, lançada como um single em 15 de outubro de 2020 e incluída no álbum Equilíbrio (2021) da primeira dupla. Segundo a Crowley Broadcast Analysis, "Facas" foi a canção mais tocada do ano nas rádios, somando um total de 74 065 execuções.

## Paradas musicais

### Paradas semanais
| Parada (2021)             | Posição de pico |
| ------------------------- | --------------- |
| Brasil (Top 100 Brasil)   | 1               |
| Brasil (Top 10 Sertanejo) | 1               |
| Portugal (AFP)            | 128             |

### Paradas mensais
| Parada (2021)             | Posição de pico |
| ------------------------- | --------------- |
| Brasil (Top 50 Streaming) | 3               |

## Certificações
| País                       | Certificação | Vendas   |
| -------------------------- | ------------ | -------- |
| Brasil (Pro-Música Brasil) | 3× Diamante  | 900 000+ |